# Chip Glass
Charles Ferdinand Glass, detto Chip (Homestead, 25 giugno 1947), è un ex giocatore di football americano statunitense che ha militato nel ruolo di tight end nella National Football League (NFL).

## Carriera
Glass al giocò a football all'Università statale della Florida. Fu scelto dai Cleveland Browns nel corso del terzo giro (72º assoluto) del Draft NFL 1969. Vi giocò fino al 1973, prima di chiudere la carriera con un'ultima stagione ai New York Giants.